# Hololepta ferox
Hololepta ferox är en skalbaggsart som beskrevs av Sylvain Auguste de Marseul 1880. Hololepta ferox ingår i släktet Hololepta och familjen stumpbaggar. Inga underarter finns listade i Catalogue of Life.